# Přástevník americký
Přástevník americký, též přástevníček americký, je motýl, jehož housenky poškozují listy žírem. V České republice poškozuje dřeviny v ovocných sadech, aleje, ale také například keře.

## EPPO kód

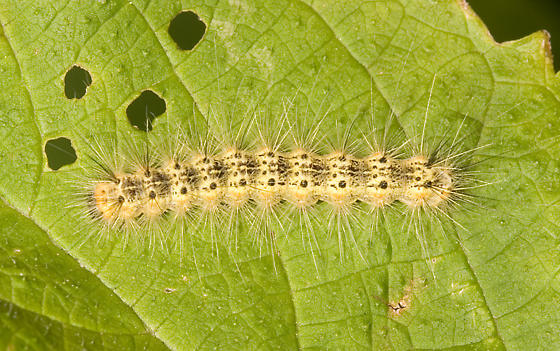
Housenka.

EPPO kód: HYPHCU

## Zeměpisné rozšíření
Přástevník americký je původem ze Severní Ameriky. V polovině 20. století pronikl do Evropy, nyní je kromě Severní Ameriky rozšířen od Evropy po Asii. V Evropě je to v současnosti běžný druh a v Česku je potvrzen jeho výskyt.

## Popis

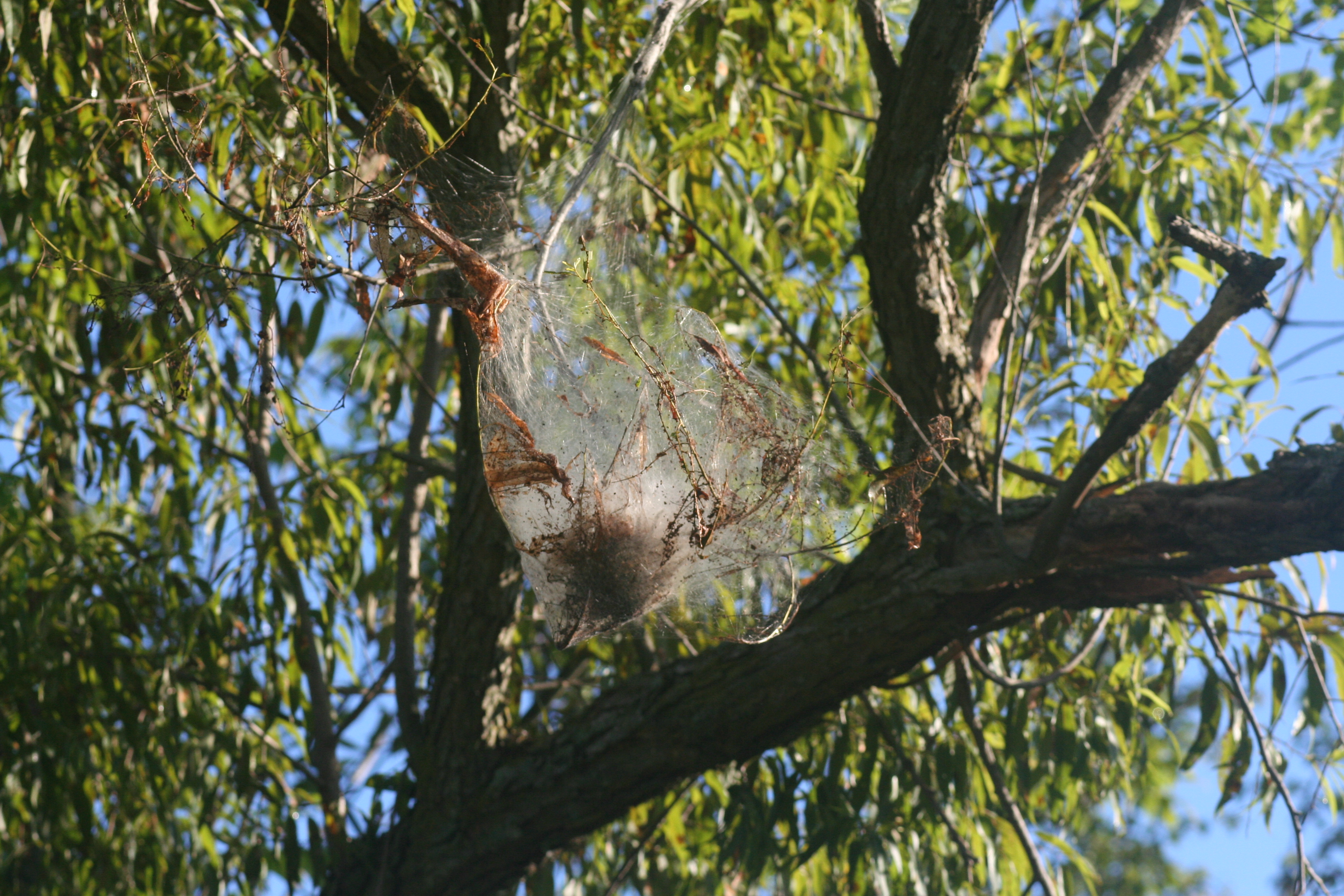
Zápředek.

Dospělec je okřídlený motýl. Rozpětí křídel dosahuje 25–36 mm. Zbarvení předních křídel je bílé s variabilním černým nebo hnědočerným tečkováním uspořádaným do řad. Zadní křídla jsou vždy čistě bílá.
Larvy jsou drobné žlutavé, žlutozelené, dlouze ochlupené housenky, dorůstají délky 3,5 cm.
Vajíčka jsou kulatá, 0,5-0,7 mm velká, světle zelená, před líhnutím housenek šedá.

## Biologie
Přezimují kukly. Motýli se líhnou na jaře. Na listy dřevin kladou skupiny vajíček a pokrývají je chloupky ze zadečku. Housenky spřádají listy do hnízd. V hnízdech okusují a listy. Do července se kuklí. Druh má ve Střední Evropě dvě generace, ačkoliv v Severní Americe má jen jednu. Od konce dubna do června trvá jedna generace, druhá se líhne v červenci a srpnu. Může se vyvinout i částečná třetí generace, ovšem housenky přes zimu hynou. Dospělci se líhnou ve večerních hodinách a nepřijímají potravu.
Hostitelskými dřevinami je obvykle ořešák, moruše, javor a topoly. Z ovocných dřevin přástevník americký poškozuje hrušně, kdouloně, lísky, meruňky, mišpule a révu vinnou. Napadá rovněž byliny, např. zelí, kukuřici, řepu aj.
Druh je v současnosti napadán mnoha druhy většinou nespecifických parazitoidů. V průměru bývá udávána asi 10% parazitace kukel.
Vyskytuje se především v teplejších oblastech, do Česka proniká v mimořádně teplých letech.

## Rostlinolékařský význam
Poměrně často dochází k holožírům, obvykle však napadení vede jen k oslabení dřeviny. Napadení přástevníkem americkým se projevuje přítomností velkého množství drobných, žlutavých nebo žlutozelených housenek, které jsou zpočátku ve společném zápředku. Housenky spřádají listy do hnízd, a při jejich větším množství vzniká holožír. Housenky přástevníka je možné zaměnit s housenkami bekyně zlatořitné, její larvy však mají jiné zbarvení.

### Ochrana rostlin
Housenky v prvních instarech jsou velmi citlivé k přípravkům obsahujícím bakterie Bacillus thuringiensis.